# Нам Джихён (актриса, 1990)
Сон Джи Хён (кор. 손지현; при рождении Нам Джи Хен кор. 남지현; род. 9 января 1990 года) — южнокорейская актриса и бывшая певица. Является бывшей участницей группы 4Minute.

## Биография
Джи Хён родилась 9 января 1990 году в Сеуле, Южная Корея. Прозвище: Innocent — Lovely Jihyun, 4-D Jihyun, Nam Hyori. Джи Хён была стажёром JYP Entertainment, после этого она стала стажёром Cube Entertainment. Когда пришла в компанию, она присоединилась и стала лидером группы 4Minute.
14 июня 2016 года контракт с Cube Entertainment истек и Джи Хён не стала его продлевать.
30 сентября Нам Джихён ведет переговоры с агентством Artist Company на заключение эксклюзивного контракта.
После того, как Джихён стала актрисой, она сменила фамилию с Нам Джихён на Сон Джихён.
15 января 2020 года Джихён подписала контракт с другим актёрским агентством - Wells Entertainment.
19 марта 2020 года девушка создала собственный канал на YouTube под названием "지혀니아 - Jihyunia". Туда она загружает свои танцевальные видео.
Фильмография

### Фильмы
| Год  | Название   | Роль  |
| ---- | ---------- | ----- |
| 2010 | Полночь FM | Камео |
| 2014 | Молодежь   | Сын А |

### Драмы
| Год  | Название                                  | Роль        |
| ---- | ----------------------------------------- | ----------- |
| 2010 | Все хорошо, доченька                      | Син Сон Хэ  |
| 2011 | Тысяча поцелуев                           | Чан Су А    |
| 2012 | Третья больница                           | Камео       |
| 2012 | Мисс Панда и мистер Ёж                    | Камео       |
| 2013 | Принцесса, пожалуйста, помни              | Юн Мин А    |
| 2013 | МонСтар                                   | Стелла      |
| 2014 | Никаких свиданий, только свадьба          | Камео       |
| 2014 | ДНК любви                                 | Со Рин      |
| 2015 | Ей 200 лет                                | Мин Ён Сэ   |
| 2016 | Мой малыш                                 | Хан Со Юн   |
| 2017 | Сильнейший доставщик/Самый сильный курьер | Чхве Юн Джи |
| 2018 | Великий принц                             | Ру Си Гэ    |
| 2019 | Когда дьявол зовёт тебя по имени          | Дон Хи      |
| 2019 | Роман Обезьяны и Собаки                   | Ян Джу Ми   |

### TV-шоу
| Год  | Название            | Роль |
| ---- | ------------------- | ---- |
| 2012 | The Romantic & Idol | Себя |
| 2012 | She and her car     | МС   |
| 2016 | Real Beauty         | МС   |

### Музыкальные видео
| Год  | Название         | Исполнитель | Роль |
| 2012 | «LOVE VIRUS»     | BtoB        | Себя |
| 2012 | «Beautiful Lady» | ZE:A        | Себя |